# 권길상
권길상(權吉相, 1927년 8월 4일~2015년 3월 13일)은 대한민국의 아동음악가다. 《스승의 은혜》, 《과꽃》, 《어린이 왈츠》, 《푸르다》, 《꽃밭에서》, 《둥근달》 등 약 150곡의 동요를 작곡하였다. 고등학교 교사로 재직하면서 작곡 활동을 하였으며, 35세 때인 1961년 미국으로 건너가 한글을 가르치는 한국학교를 처음으로 시작하는 등 동요 보급에 힘썼다.

## 대표작
대표적인 노래로 〈스승의 은혜〉, 〈과꽃〉, 〈둥근달〉, 〈꽃밭에서〉, 〈어린이 왈츠〉, 〈푸르다〉 등이 있다.

## 수상
- 1982년 아동음악상(아동음악연구회 주최) 수상[4]
- 1987년 제 31회 소파상 수상[5]
- 1990년 대한민국 동요대상(동아일보, 서울 YMCA 주최) 지도 부문 수상[6]